# برانگیز رداپوش
برانگیز رداپوش (نام علمی: Provocator palliata) نام یک گونه از سرده برانگیزها است.